# Dārkhvor-e Ḩasanābād
Dārkhvor-e Ḩasanābād (persiska: دارخورحسن آباد, Dārkhor-e Ḩasanābād) är en ort i Iran.   Den ligger i provinsen Kermanshah, i den västra delen av landet, 500 km väster om huvudstaden Teheran. Dārkhvor-e Ḩasanābād ligger 1 651 meter över havet och antalet invånare är 232.
Terrängen runt Dārkhvor-e Ḩasanābād är huvudsakligen kuperad, men åt sydost är den platt.Runt Dārkhvor-e Ḩasanābād är det ganska tätbefolkat, med 60 invånare per kvadratkilometer. Närmaste större samhälle är Eslāmābād-e Gharb, 15,5 km sydväst om Dārkhvor-e Ḩasanābād. Omgivningarna runt Dārkhvor-e Ḩasanābād är i huvudsak ett öppet busklandskap.